# Endlicheria tessmannii
Endlicheria tessmannii är en lagerväxtart som beskrevs av Oswald Schmidt. Endlicheria tessmannii ingår i släktet Endlicheria och familjen lagerväxter. Inga underarter finns listade i Catalogue of Life.